# Freisitz Steindlbach

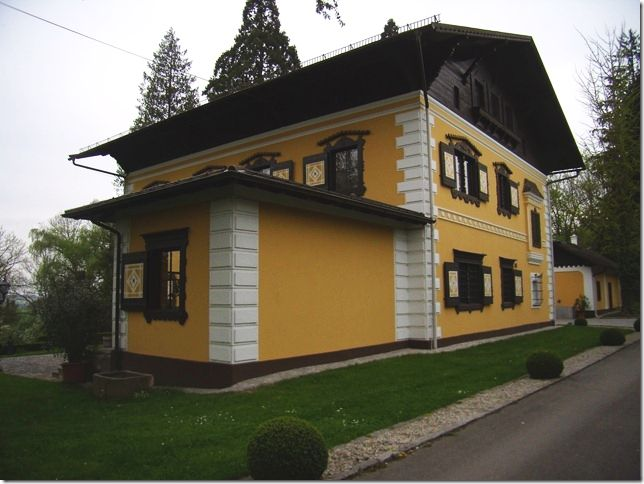
Villa Sassi in Peuerbach, Gemeindeteil Bruck-Waasen

Der Freisitz Steindlbach (heute Villa Sassi) befindet sich in der Ortschaft Pfarrhofheuberg der Gemeinde Peuerbach im Bezirk Grieskirchen in Oberösterreich.

## Geschichte
Das Gut im Steindlbach war zuerst Eigentum des Wolf Haugg, 1595–1608 Hohenfeldischer Pfleger zu Peuerbach. Nach seinem Tod († vor 1610) folgte ihm seine Witwe Magdalena, geborene Schmidtauer, im Besitz nach. Nach dieser folgte ihr Sohn Johann, Pfleger und Landgerichtsverwalter zu Erlach und verheiratet mit Susanna, geborene von Mücklau. Nach dem Tod von Johann Haugg († 1643) heiratete seine Witwe Johann Schickhmair, 1647–1662 Gegenschreiber bei der Herrschaft Peuerbach und folgend Pfleger zu Erlach, der im Mai 1680 starb. 1655 bauten Johann und Susanna den Steindlbachhof neu auf. Johann Schickhmair bestimmte in seinem Testament von 1674, dass den Steindlbachhof stets der Älteste der Familie besitzen solle. Zuerst besaßen den Freihof seine Söhne Johann Christian, Pfleger zu Parz († 1720), und Ignaz Dominik, Postmeister zu Haag († 1724). Danach kam Steindlbach an den Sohn von Ignaz Dominik, Franz Josef, ebenfalls Pfleger zu Parz († 1737). 
Als mit einem königlich-bayrischen Edikt vom 22. Dezember 1811 alle Fideikommisse für aufgehoben erklärt wurden, endete auch die Senioratserbfolge für Steindlbach. Die Tochter des letzten Besitzers Josef Schickhmair († 1819), Josefa, Gattin des Rechnungsrates Franz Xaver Lindner in Wien, behielt das Gut als Allodialerbschaft. Deren Tochter Clementine verkaufte das Gut 1842 an Andreas Uttentaler, Gemeindevorstand von Bruck an der Aschach. Andreas Uttentaler besaß mit seiner Frau und anschließend seinem Sohn den Hof bis zum Jahre 1881; anschließend ging dieser durch Kauf in den Besitz von Ferdinand und Josefa Burgstaler aus Wien über. 
1886 kauften Eugen und Ida Sassi das Gut, rissen die alten Gebäudeteile nieder und ließen hier ein Herrenhaus (bisweilen Neu-Steindlbach genannt) errichten; die Eröffnung des neuen Hauses dürfte am 16. August 1888 gewesen sein, denn an diesem Tag fand ein Fackelzug von Peuerbach hinauf zur Villa statt. Das Haus wurde in den nächsten Jahrzehnten ein Treffpunkt von Ärzten, Richtern, Sängerinnen, Theologen, Musikern, Malern (Josef Straka, Katha Wallner, Maria Egner, Alfred Bareis), Rechtsanwälten, Chargen der k. k. Monarchie und auch Adeligen wie Prinzessin Caroline Maria von Sachsen-Coburg und Gotha und Prinz August Leopold. 1938 starb Ida Sassi und die Nachfolge traten ihre beiden Kinder Aloisia und Moriz an. 1943, während des Zweiten Weltkrieges, kam es zu Zwangseinquartierungen von Frauen mit Kindern aus Krefeld, Düsseldorf, Eindhoven und Bruck an der Mur. 1949 verstarb Aloisia und ihr Bruder wurde der Alleinbesitzer. 1952 verkaufte Moriz Sassi den Freihof Steindlbach an einen Tabaktrafikanten aus Wien. Auf diesen folgte Johann Hämmerle, danach ein Orden aus Tirol („Nordtiroler Kapuziner-Provinz“), anschließend Frau Rosa Koller, Familie Hoos und seit 2002 die Familie Toth.

## Freisitz Steindlbach (Villa Sassi) heute
Im Franziszeischen Kataster war etwa 0,4 km östlich der Pfarrkirche von Peuerbach zum hl. Martin noch der Freysitz Steindlbach eingezeichnet.
Auf der Lagestelle des Freisitzes wurde für Eugen Sassi aus Wien nach den Plänen des k. k. Baurates Alexander Wielemans von Monteforte und des Baumeisters Josef Eichinger 1887 die Villa Sassi errichtet. Die Villa steht in einem talwärts abfallenden Park mit altem Baumbestand. Von der geometrischen Gestaltung des Gartens blieb in der Hauptachse ein über eine Freitreppe zugängliches achteckiges Wasserbecken erhalten. Das Gebäude ist durch Eckrisalite geschmückt. Die Fenster sind teilweise mit Putzenscheiben und geschnitzten Fensterrahmen und schmiedeeisernen Gittern ausgestattet. Die Zimmer im Inneren des Hauses sind mit Kachelöfen, altdeutscher Möblierung und mit Malereien (u. a. das Marktwappen von Peuerbach) geschmückt. 
Die Anlage ist heute im privaten Besitz der Familie Toth und kann nicht besichtigt werden.
In der Nähe des ehemaligen Freisitzes liegt das Turner-Kriegerdenkmal Steindlbach, das in den Jahren 1919/1920 vom Turnverein Peuerbach zum Gedenken an die gefallenen Mitglieder des Turnvereins, der Liedertafel und der FF Peuerbach von Baumeister Hans Doblmaier, zugleich Obmann des Allgemeinen Turnvereins Peuerbach, erbaut wurde.